# Aloe venusta
Aloe venusta é uma espécie de liliopsida do gênero Aloe, pertencente à família Asphodelaceae.